# Mutsumi Tamura
Mutsumi Tamura (田村 睦心?, Tamura Mutsumi; Aomori, 19 giugno 1987) è una doppiatrice giapponese.
È affiliata con I'm Enterprise.

## Doppiaggio

### Serie TV Anime

#### 1999
- One Piece - Vegapunk/York

#### 2008
- Battle Spirits - Shōnen Toppa Bashin, Toppa Bashin
- Blassreiter, Zaza
- Skip Beat!, Ren/Corn (Bambino)

#### 2009
- 11eyes, Takahisa Tajima (Bambino)
- Asu no Yoichi!, Masashi

#### 2010
- Mitsudomoe, Koganei
- Seitokai Yakuindomo, Sayaka Dejima

#### 2011
- Naruto: Shippuden, Kakashi Hatake (Bambino)
- Tiger & Bunny, Kotetsu T. Kaburagi (Bambino)
- Wandering Son, Oka Takanori

#### 2012
- Mirai Nikki, Moe Wakaba (Ep.18,25)
- Kill Me Baby, Sonya
- Psycho-Pass, Melancholia (Ep.5)

#### 2013
- Aikatsu!, Sakon Kitaoji
- Karneval, Yanari
- Strike the Blood, Kojō Akatsuki (Bambino)

#### 2014
- Buddy Complex, Lasha Hakkarainen
- Nobunagun, Ibukigīn Erdenbileg

#### 2015
- Overlord, Niña Veyron

#### 2017
- Miss Kobayashi's Dragon Maid, Kobayashi-san
- Battle Girl High School, Asuha Kusunoki
- Made in Abyss, Nat
- Houseki no kuni - Land of the Lustrous, Morganite
- Children of the Whales, Nezu

#### 2018
- Miira no kaikata, Sora Kashiwagi[2]
- Saredo Tsumibito wa Ryū to Odoru: Dances with the Dragons, Yorkan[3]
- Darling in the Franxx, Zorome[4]
- FLCL Alternative: Mossan

#### 2019
- Uchi no musume no tame naraba, ore wa moshikashitara maō mo taoseru kamoshirenai, Rudy
- Honzuki no gekokujō, Lutz
- Sword Art Online: Alicization - War of Underworld, Renri

#### 2020
- Keep Your Hands Off Eizouken!, Sayaka Kanamori
- Healin' Good Pretty Cure, Daruizen[5]
- My Next Life as a Villainess: All Routes Lead to Doom!, Alan Stuart (da bambino)[6]
- Mewkledreamy, Rei

#### 2021
- Miss Kobayashi's Dragon Maid S, Kobayashi-san
- Le bizzarre avventure di JoJo: Stone Ocean, Ermes Costello
- My Next Life as a Villainess: All Routes Lead to Doom! X, Alan Stuart (da bambino)

#### 2023
- La principessa sacrificale e il re delle bestie, Fenrir bambino
- FLCL: Shoegaze, Man "Mossan" Motoyama

#### 2024
- The Grimm Variations, Hansel
- Kaiju No. 8, Tae Nakanoshima
- DanDaDan, Malocchio

#### 2025
- Digimon Beatbreak, Pristimon

### Anime Film

#### 2010
- Naruto Shippuden - Il film: La torre perduta, Kakashi Hatake (Bambino)

#### 2017
- Yo-kai Watch Shadowside: Oni-ō no Fukkatsu, Arihoshi Akinori[7]

#### 2023
- Sand Land, Belzebù

### Videogiochi

#### 2010
- Nier, Gideon

#### 2013
- Metal Gear Rising: Revengeance, George
- Under Night In-Birth Exe:Late, Byakuya

#### 2014
- Granblue Fantasy, Flesselles

#### 2016
- Dragon Quest Heroes II, Rolf

#### 2017
- Fire Emblem Heroes, Malice, Lyon (giovane), Arval
- Shin Megami Tensei: Strange Journey Redux, Mia, Anahita
- Dragon Quest Rivals, Rolf

#### 2018
- Etrian Odyssey Nexus, Forest Folk Child

#### 2019
- Jump Force, Voce Avatar 7
- 13 Sentinels: Aegis Rim, Tsukasa Okino/Kiriko Douji

#### 2020
- Demon's Souls, Yuria la Strega, Selen Vinland

#### 2021
- NieR Replicant ver.1.22474487139..., Gideon
- Monster Hunter Stories 2: Wings of Ruin, Kayna

#### 2022
- Miss Kobayashi's Dragon Maid: Sakuretsu!! Chorogon Breath, Kobayashi-san
- Xenoblade Chronicles 3, Lanz (bambino)
- JoJo's Bizarre Adventure: All Star Battle R, Ermes Costello
- Goddess of Victory: Nikke, Milk, Mihara

#### 2023
- Street Fighter 6, A.K.I.
- Silent Hope, Warrior
- Fate/Samurai Remnant, Yui Shousetsu

#### 2024
- Under Night In-Birth II [Sys:Celes], Byakuya
- Unicorn Overlord, Sanatio
- Sand Land, Belzebù